# Добро пожаловать в Лэйквью
«Добро пожаловать в Лэйквью» (англ. Lakeview Terrace) — американский фильм 2008 года с Сэмюэлом Л. Джексоном в главной роли.

## Сюжет
Эйбл Тёрнер, крепкий наглый чёрный коп, прослужил в полиции 28 лет, превратившись из блюстителя закона в беспредельщика, вдовый отец двоих подростков и домашний «тюремный надзиратель». Он живёт в пригороде Лос-Анджелеса, Лейквью (в переводе: «Вид на озеро»). По соседству поселяется молодая пара, Крис и Лиза. Он — офисный служащий крупной сети супермаркетов и белый ирландец; она — дочь богатого отца и чёрная.
Эйблу не нравится эта пара, ему не нравится, что Крис слушает рэп, покуривает травку, бросает окурки на газон; его бесит, что в своем бассейне они купаются голыми, занимаются там сексом и это видят его дети; ему не нравятся их друзья; ему не нравится, что он белый, а она чёрная. Эйбл не сидит сложа руки, он начинает «полицейскую операцию» против соседей: включает мощные прожекторы, которые светят в окна и не дают соседям спать, в сорокаградусную жару ломает их кондиционер, прокалывает все четыре колеса у их машины.
Упрямый ирландец, Крис вынужден начать войну на три фронта: кроме бешеного полицейского, он «воюет» с женой: она хочет ребенка, он — нет, не сейчас. Богатый тесть предлагает им деньги на дом в другом месте; независимый Крис отказывается, что приводит к разрыву отношений с отцом жены.
У Эйбла тоже не всё гладко: против него начинают служебное расследование, и его на время отстраняют от работы. Всю свою энергию Эйбл направляет на травлю соседей. Он устраивает шумный мальчишник, и когда Крис приходит разбираться, то попадает в руки стриптизёрш, а Эйбл снимает всё это на камеру. Он хочет дискредитировать Криса в глазах жены.
В это время к Лейквью подступают лесные пожары.
Несмотря на усилия Эйбла, молодожены не сдаются. Крис сажает высокие деревья вдоль забора с домом Эйбла, чтобы защититься от света прожекторов, но полицейский кромсает их бензопилой — они «загораживают солнце». Конфликт переходит в открытую стадию. В довершение, Крис ссорится с Лизой. Тем же днем Крис и Эйбл случайно встречаются в баре. Они вроде как примиряются. Эйбл рассказывает о своей жене — она погибла в автокатастрофе в аварии со своим боссом (белым!) в то время, когда должна была находиться на работе в другом месте.
Пожары подступают к городу. Встревоженные жители собираются вместе. Лиза и Крис отправляются к соседям. Как только их появление там видит Эйбл, он звонит по мобильному телефону преступнику, который начинает громить дом супружеской пары. И тут вдруг Лиза решает вернуться. Дома она сталкивается с громилой, который нападает на неё. Лиза успевает нажать кнопку сирены. Крис и Эйбл со всей мочи бегут ей на помощь. Эйбл застает своего сообщника и убивает его. Эйбл выглядит в глазах Криса спасителем и Крис благодарит его. Но в доме остался мобильник преступника, с которого тот звонил Эйблу.
Лиза попадает в больницу. Вернувшись, Крис и Лиза застают Лейквью, окружённое огнём. Эйбл поливает свой дом водой из шланга и говорит соседям: «Либо начинайте поливать свой дом, либо уезжайте». Надо эвакуироваться. Собирая вещи, Крис находит мобильник погромщика. Повторив последний звонок, он попадает на Эйбла. Эйблу надо уладить эту проблему, и он нападает на Криса и Лизу. Завязывается драка, в ходе которой они оказываются на улице. Их окружают полицейские на машинах и требуют, чтобы Крис опустил пистолет. Эйбл стоит с поднятыми руками и уверяет, что он безоружен. Крис провоцирует Эйбла, напоминая тому, что если бы он прислушивался к своей жене, то ничего бы не случилось. Эйбл не выдерживает и выхватывает оружие, ранив выстрелом Криса. Полицейские тут же открывают стрельбу и убивают Эйбла. Война между соседями закончена.

## В ролях
- Сэмюэл Л. Джексон — Эйбл Тёрнер
- Патрик Уилсон — Крис Мэттсон
- Керри Вашингтон — Лиза Мэттсон
- Рон Гласс — Гарольд Перро
- Ева ЛаРю — лейтенант Моргада

## Сборы
Бюджет фильма составил 20 млн. $. В первые выходные собрал 15,004,672 $ (первое место). В прокате с 19 сентября по 2 ноября 2008, наибольшее число показов в 2,574 кинотеатрах единовременно. За время проката собрал в мире 44,653,637 $ (99 место по итогам года) из них 39,263,506 $ в США (73 место по итогам года) и 5,390,131 $ в остальном мире. В странах СНГ фильм шёл с 23 октября по 7 декабря 2008 и собрал 14,588 $.